# Ismaïl Moalla
Ismaïl Moalla (in arabo معلة مولى‎?; Sfax, 30 gennaio 1990) è un pallavolista tunisino, di ruolo schiacciatore.

## Palmarès

### Club
- Campionato africano: 1

2013
- Campionato arabo: 1

2013
- Campionato tunisino: 2

2009, 2013
- Coppa di Tunisia: 3

2009, 2012, 2013

### Nazionale (competizioni minori)
- Campionato africano 2013
- Giochi del Mediterraneo 2013
- Campionato arabo 2012
- XIX Kazakhstan President's Cup International Tournament: 2012
- Rashid International Cup Dubai: 2012
- Campionato africano Under-21 2008
- Campionato africano Under-19 2006

### Premi individuali
- 2012 - Rashid International Cup: Miglior attaccante
- 2017 - Campionato africano: MVP
- 2019 - Campionato africano: Miglior ricevitore